# Modříny u Favoritu
Modříny u Favoritu je dvouřadá alej 4 památných stromů modřínů opadavých ( Larix decidua) v okrese Sokolov v Karlovarském kraji. Čtveřice modřínů roste v řídké smrčině po obou stranách lesní silničky procházející bývalou oborou od zámečku Favorit směrem k Jindřichovicím ve spodní části stinného údolí levostranného přítoku Rájeckého potoka mezi Bukovcem a Špičákem, asi 800 m SZ od Špičáku a 300 m od ústí do údolí Rájeckého potoka, 2 km jižně od rybníčku (Teich) v Šindelové. Kdysi bylo modříny vidět zdaleka, poté, co okolní smrky vzrostly, ztrácejí se dva modříny v těchto smrcích. 
Obvody kmenů měří 380, 318, 264 a 281 cm, koruny stromů dosahují do výšky 37, 36, 36 a 36 m (měření 2004). Za památné byly stromy v aleji vyhlášeny v roce 2005.

## Stromy v okolí
- Smrk u kříže za Favoritem
- Dvojitý smrk u Šindelové
- Modřínová alej u Šindelové
- Smrk pod zámeckou skálou (zaniklý)
- Vysoký smrk pod Favoritem
- Jindřichovický klen
- Martinské lípy v Jindřichovicích
- Klen v Horní Oboře
- Modřín v Horní Oboře
- Jíva v Horní Oboře
- Jasan v bývalých Milířích